# Pol-e Angūr
Pol-e Angūr (persiska: پهل اَنگور, پوهال, پَهِل, اَنگُّرپُل, پُل, اَنگورِ پَهِل, پَهَل, پل انگور, Pahel Angūr) är en ort i Iran.   Den ligger i provinsen Hormozgan, i den södra delen av landet, 1 000 km söder om huvudstaden Teheran. Pol-e Angūr ligger 8 meter över havet och antalet invånare är 588.
Terrängen runt Pol-e Angūr är varierad. Havet är nära Pol-e Angūr söderut.Runt Pol-e Angūr är det ganska tätbefolkat, med 60 invånare per kvadratkilometer. Närmaste större samhälle är Bandar-e Khamir, 15,3 km väster om Pol-e Angūr. 